# Pang Chol-mi
Pang Chol-mi (n. 26 august 1994, Chongju⁠(d), RPDC) este o boxeră ce a reprezentat Coreea de Nord, medaliată olimpică. A participat la o ediție a Jocurilor Olimpice (2024) în care a câștigat o medalie de bronz.

## Participări
Lista de mai jos prezintă principalele competiții la care a participat Pang Chol-mi de-a lungul carierei.
- Box la Jocurile Olimpice de Vară din 2024 – categoria cocoș (feminin)